# 蓝额长脚地鸲
蓝额长脚地鸲（学名：Cinclidium frontale）又称蓝额地鸲，为鶲科地鸲属的鸟类。分布于印度、尼泊尔、老挝、印度、泰国、越南以及中国大陆的四川等地，多生活于近树林的地上。该物种的模式产地在印度。

## 亚种
- 蓝额长脚地鸲四川亚种（学名：Cinclidium frontale orientale）。在中国大陆，分布于四川等地。该物种的模式产地在越南Chapa。[3]